# 亨利·若比尔
亨利·若比尔（法語：Henri Jobier，1879年7月6日—1930年3月25日），法国男子击剑运动员。他曾获得1924年夏季奥运会击剑比赛男子花剑团体金牌，他也参加1900年夏季奥运会，最终在复赛被淘汰。